# Umberto Prato
Umberto Prato (Merano, 10 gennaio 1959) è un ex bobbista italiano.

## Biografia
Partecipò con la Nazionale di bob dell'Italia ai Giochi olimpici invernali di Sarajevo 1984, dove giunse al 17º posto nel bob a quattro.